# Ҵ
La Ҵ, minuscolo ҵ, è una lettera dell'alfabeto cirillico. Viene usata oggi nella versione del cirillico per la lingua abcasa, dove rappresenta la consonante /ʦʼ/. È stata costruita sulla base della lettera cirillica Ц.
Può essere traslitterata in alfabeto latino usando la lettera c̅.